# 비글 2호
비글 2호(영어: Beagle 2)는 유럽우주국이 2003년 6월 2일에 발사한 유럽 최초의 화성 탐사선 마스 익스프레스 호에 실려 있었던 무게 33.2 kg 짜리 화성 착륙선이다.
마스 익스프레스는 2003년 12월 25일 화성 궤도에 진입한 뒤, 비글 2호를 분리시켰다. 비글 2호는 모선에서 분리된 뒤, 화성 대기권에 진입해 7분 후 화성 표면에 착륙하였다. 비글 2호에는 스테레오 카메라, 날씨 감지기, 광물을 분석할 수 있는 분광계, 암석의 연대를 측정하는 X선 감지기, 암석 표본 채취기와 연마기, 망원경과 샘플 분석기 등이 장착되어 있었다. 그러나, 비글 2호는 착륙 직후 통신이 두절되었고, 2004년 2월 6일 실종되었다. 2월 11일 실종되었다고 공식 선언했다. 하지만 2015년 1월 16일, NASA의 화성 정찰 위성이 비글 2호가 화성 표면에 착륙한 모습을 보여주는 사진을 찍었다고 발표되었다.
| 2004년 실종되고, 2015년 찾아낸 비글 2호 |
| --------------------------------------- |
| 대체 글자= · 대체 글자= · 대체 글자=    |

## 같이 보기
- 마스 익스프레스